# Maggie Greene
Maggie Greene è un personaggio della serie a fumetti The Walking Dead ed è interpretato da Lauren Cohan nella serie televisiva omonima. È la primogenita del fattore Hershel Greene e sorella di Beth e Billy Greene, vivono insieme in una fattoria nella quale durante gli eventi della seconda stagione donerà rifugio al gruppo di Rick Grimes. Si innamorerà di Glenn Rhee, membro del gruppo di Rick nonché grande amico di quest'ultimo.

## Descrizione
Molto fedele alla propria famiglia, Maggie viene descritta come una ragazza coraggiosa e determinata. Molto abile con l'utilizzo delle armi, partecipa spesso a spedizioni rischiose assieme al compagno Glenn. Con il trascorrere del tempo il personaggio assumerà a causa della perdita costante dei propri cari, un carattere molto forte e autoritario tanto da divenire una vera e propria leader e punto di riferimento per il gruppo di sopravvissuti.

## Storia del personaggio

### Seconda stagione
Esordisce nel secondo episodio della seconda stagione: in sella al suo cavallo si precipita nei boschi per avvertire il gruppo di Rick Grimes e Shane Walsh dell'incidente occorso al figlio di Rick, Carl Grimes, ferito accidentalmente da una pallottola sparata dal fucile di Otis, parente di Maggie intento nel cacciare un cervo. Accoglie il gruppo alla fattoria di suo padre facendo in seguito la conoscenza di Glenn Rhee, con il quale avrà un rapporto sempre più affettivo nel corso degli eventi.

### Terza stagione
Nel corso della terza stagione Maggie insieme al gruppo di Rick è in cerca di un posto sicuro dove potersi fermare, poiché la fattoria verrà distrutta a causa degli zombie che hanno invaso le praterie e condotto i sopravvissuti ad abbandonare il luogo. Nel corso della stagione si rivelerà fondamentale per il gruppo, infatti sarà lei a fare nascere Judith, la figlia di Rick e Lori causa di tuttavia la morte della donna che provocherà una momentanea diatriba all'interno del gruppo. Viene in seguito rapita insieme a Glenn da Merle, il fratello di Daryl che tutti credevano morto a causa degli screzi avvenuti nella prima stagione con il leader del gruppo. Viene condotta a Woodbury da Merle, dove dopo aver subito delle torture psicologiche da parte del Governatore Blake, viene condannata a morte insieme a Glenn, tuttavia riuscirà a salvarsi grazie al repentino intervento di Rick e i suoi amici. Al culmine dell'episodio finale della terza stagione accetta la proposta di matrimonio di Glenn.

### Quarta stagione
La quarta stagione si apre con il gruppo che accoglie gli abitanti di Woodbury, dopo il tentativo malriuscito da parte del Governatore di prendere possesso della prigione dove il gruppo di sopravvissuti si è ben rifugiata. Ma i giorni di pace non durano molto, assiste infatti al ritorno del Governatore che ucciderà suo padre Hershel, provocando in Maggie un forte senso di smarrimento.
Dopo la distruzione della prigione da parte del Governatore, si separa da Glenn e il gruppo scappando assieme a Sasha e Bob. Dopo una estenuante ricerca per ritrovare suo marito Glenn, Maggie tenterà più volte di separarsi dal duo formato da Sasha e Bob, poiché non ritiene necessario che i due rischino la vita per ritrovare suo marito. Fortunatamente però alla fine della quarta stagione ritrova Glenn sano e salvo e ripresasi dagli avvenimenti si mettono in viaggio verso un luogo sicuro chiamato Terminus.

### Quinta stagione
La quinta stagione si apre con Maggie e il piccolo gruppo ancora in viaggio verso il luogo chiamato Terminus, ma una volta giunti a destinazione e riunitosi nuovamente tutti quanti il gruppo si accorge che Terminus non è più un luogo sicuro poiché i residenti, capitanati dal cannibale Gareth, cercheranno di uccidere il gruppo di Maggie e mangiarne le carni. Riuscito a fuggire, dopo un estenuante scontro a fuoco, il gruppo si rimette in viaggio alla ricerca di un nuovo posto dove poter restare al sicuro. Durante il viaggio purtroppo Maggie perde anche sua sorella Beth, uccisa per errore da Dawn, una sopravvissuta che vive in un ospedale insieme ad altri superstiti, affranta dall'accaduto, Maggie si presta a un pianto di dolore per la morte della sorella, mentre il gruppo distrutto dall'accaduto resta inerme ad assistere alla scena. In seguito, dopo un lungo viaggio attraverso il paese il gruppo fa la conoscenza di Aaron, che conduce il gruppo alla comunità di Alexandria, dove Maggie con il tempo diventa collaboratrice della leader del posto Deanna Monroe.

### Sesta stagione
Nella sesta stagione si scopre che è incinta. Dopo l'assalto dei lupi e della mandria di vaganti ad Alexandria Maggie inizia a mettere su dei giardini da coltivare senza successo. Viene poi portata a Hilltop per conoscere la nuova comunità e parlerà per prima con il leader, Gregory, con cui stabilisce un accordo di scambi fra Hilltop e Alexandria. Inoltre insieme a Glenn farà un'ecografia grazie al medico della comunità, Harlan Carson, salvato in precedenza. Partecipa insieme a Rick e altri residenti di Alexandria a una missione per uccidere dei nemici molto temuti dalle persone di Hilltop. Costoro vengono chiamati i salvatori. Purtroppo il piano non va come stabilito e Maggie si ritrova prigioniera insieme a Carol da una donna appartenente ai salvatori, fortunatamente però riuscirà a liberarsi e a eliminare tutti i suoi assalitori, compreso alcuni rinforzi giunti sul posto poco dopo. Successivamente si ricongiunge con suo marito e gli altri. Verso la fine del penultimo episodio Maggie, intenta a farsi tagliare i capelli da Enid, si accascia improvvisamente a terra a causa di forti dolori dovuti alla gravidanza, pertanto Rick organizza un gruppo per andare a Hilltop dove la donna potrà essere visitata dal dottor Harlan, ma lungo la strada vengono circondati dai salvatori. Qui fanno la conoscenza del loro capo, Negan, e gli spiega che da quel momenbto in poi diventeranno suoi lavoratori. Infine decide di uccidere uno del gruppo come punizione per aver ucciso in precedenza alcuni dei suoi uomini.

### Settima stagione
Negan decide di uccidere Abraham. Subito dopo provoca Rosita, obbligandola a guardare Lucille completamente insanguinata, scatenando la rabbia di Daryl, che gli sferra un pugno. Per questo Negan decide anche di uccidere Glenn, davanti agli occhi disperati di Maggie. Durante la prima visita di Negan ad Alexandria, Maggie e Sasha si trovano a Hilltop, qui la donna riceve delle cure mediche e cambia il suo cognome in quello del marito, ovvero Rhee. Darà ordini ai cittadini di Hilltop su come difendersi dai vaganti che sono entrati nella comunità per colpa dei salvatori guidati da Simon. In seguito alle sue gesta, i cittadini inizieranno a elogiarla e a farle dei regali desiderandola come leader di Hilltop e scatenando la gelosia di Gregory per la leadership della comunità. Insieme a Sasha comincia ad addestrare Enid e i coloni di Hilltop nell'uso del coltello. Durante una visita di Simon per prelevare Harlan, Maggie si trova insieme a Daryl a doversi nascondere in una cantina, in questa occasione rassicura l'arciere dicendogli che non è stata colpa sua se Negan ha eliminato Glenn. Mentre il gruppo di Alexandria e Jesus sono andati verso Oceanside, Maggie inizia a costruire degli orti all'interno e all'esterno di Hilltop e scopre che Gregory non ha mai ucciso un vagante. Arriva in contemporanea al gruppo di Ezekiel ad Alexandria nel bel mezzo della battaglia contro Negan, Jadis e i loro uomini e soccorrerà i suoi compagni. Insieme a Jesus abbatterà Sasha ormai zombie e terrà con i leader delle altre due comunità un discorso di incitamento per la guerra che sta per iniziare.

### Ottava Stagione
Durante l'ottava stagione Maggie è leader di Hilltop e co-leader, insieme a Rick ed Ezekiel, della milizia formata dai sopravvissuti dalle tre comunità. Dopo l'assedio al Santuario, Maggie torna a Hilltop per preparare la comunità alla guerra ormai iniziata e per sorvegliare i Salvatori prigionieri. Alcuni giorni dopo, si dirige con Jesus, Niell e altri sopravvissuti verso il Santuario per verificare che i Salvatori siano ancora intrappolati dai vaganti, ma nel tragitto cadono in un'imboscata di Simon, braccio destro di Negan, il quale, dopo aver minacciato la sopravvivenza di Hilltop, uccide Niell e invita Maggie a tornare indietro e abbandonare la battaglia. Inoltre gli rivela che tutti i Salvatori sono fuggiti dal Santuario allontanando la mandria di vaganti grazie a un piano di Eugene e che Alexandria e il Regno sono attualmente sotto attacco. Maggie decide quindi di tornare indietro, chiedendo a Simon se può dargli la bara che ha nel suo furgone per seppellire il suo amico. Simon acconsente e Maggie, tornata a Hilltop giustizia uno dei Salvatori prigionieri che precedentemente aveva tentato di uccidere Jesus e Tara. Dopo avergli sparato al petto, mette il suo corpo nella bara donata da Simon e chiede ai suoi uomini di farla arrivare a Negan. Sulla bara gli lascia un messaggio: "Ne abbiamo altri 38, arrendetevi!". Successivamente dice a Jesus di prepararsi e di fortificare le mura poiché se le altre comunità sono sotto attacco, probabilmente cercheranno rifugio e provviste a Hilltop. Durante le ultime fasi della guerra, Maggie respinge Simon e i Salvatori mentre cercavano di assediare Hilltop, e partecipa allo scontro finale tra Rick e Negan, vincendo la guerra. Dopo che Rick e Michonne decidono di imprigionare Negan per onorare il sogno di Carl, Maggie, insieme a Daryl si oppone fortemente a questa decisione e inizia progressivamente a nutrire del rancore per Rick e Michonne.

### Nona stagione
Un anno e mezzo dopo gli eventi della guerra tra le comunità Maggie è a capo di Hilltop dopo essere stata rieletta democraticamente dai cittadini e madre del piccolo Hershel JR. Pur nutrendo delusione nei confronti di Rick e Michonne, partecipa insieme al gruppo alle missioni per la ricerca di utensili e provviste utili alla ricostruzione della civiltà. Maggie aiuta Rick e Michonne inviando provviste da destinare ai Salvatori, dato che il Santuario è improduttivo, e alla costruzione del ponte. Mentre è in missione a Washington, sulla strada del ritorno Michonne, Rick, Daryl, Maggie e Ken vengono rallentati da una mandria di vaganti. Nel tentativo di liberare i cavalli Ken viene morso a un braccio e muore poco dopo. Maggie torna a Hilltop con il corpo del ragazzo e ciò attira le critiche e la delusione da parte della famiglia della vittima. Gregory, intenzionato a riprendere il comando della comunità, convince Earl, il padre di Ken, addolorato e vulnerabile psicologicamente dalla recente perdita, che Maggie è responsabile per quanto accaduto al ragazzo e per questo deve morire. Attirata con una scusa, la leader di Hilltop viene attaccata da Earl alle spalle, il quale viene prontamente fermato da Alden e Siddiq, dopo aver però ferito Enid. Maggie capisce subito che c'è Gregory dietro tutto questo e dopo uno scontro fisico e verbale, decide di giustiziarlo pubblicamente affinché non si ripeta nulla di simile. Gregory viene impiccato da Daryl e Maggie in piena notte di fronte a tutta la comunità e a Rick e Michonne. Questo evento fungerà da alibi per la comunità di Oceanside, che decide di farsi vendetta verso i Salvatori responsabili della morte dei loro cari. Dopo aver appreso ciò da Cyndie, Maggie e Daryl decidono che è il momento di vendicarsi di Negan. Daryl torna al campo da Rick ,mentre Maggie torna a Hilltop per prepararsi e insieme a Dianne si dirige verso Alexandria. Arrivata alla comunità, si dirige velocemente verso la cella di Negan dove però ad aspettarla c'è Michonne, la quale le chiede di non farlo. Dopo una breve discussione, Michonne capisce che nella sua situazione avrebbe ucciso Negan, e le dà le chiavi della cella. Trovandosi davanti però un Negan impotente e che la implora di ucciderlo, Maggie decide di risparmiarlo perché capisce che per uno come Negan, stare rinchiuso in cella senza alcun potere è una punizione maggiore della morte. Successivamente, Maggie arriverà con Michonne e Carol vicino al ponte nel momento in cui Rick decide di farlo saltare in aria. Convinta della sua morte, Maggie piange cercando di trattenere Michonne. Sei anni dopo i rapporti tra Hilltop e Alexandria sono inesistenti, Maggie e Michonne non hanno più alcun tipo di contatto. Come spiegato da Tara e Jesus, attuali leader di Hilltop, Maggie ha deciso di lasciare momentaneamente la comunità per andare a vivere insieme a suo figlio nella comunità di Georgie. Tempo dopo Maggie si ricongiungerà con Carol, Daryl e Ezekiel per fermare l'orda di Beta nonostante la rabbia che prova nei confronti di Negan.

## Abilità ed equipaggiamento
Molto abile sia con le armi che con i coltelli, ha un grande attaccamento al gruppo e con il tempo diverrà molto abile nel sopravvivere al di fuori dai rifugi.